# Willem Hupkes

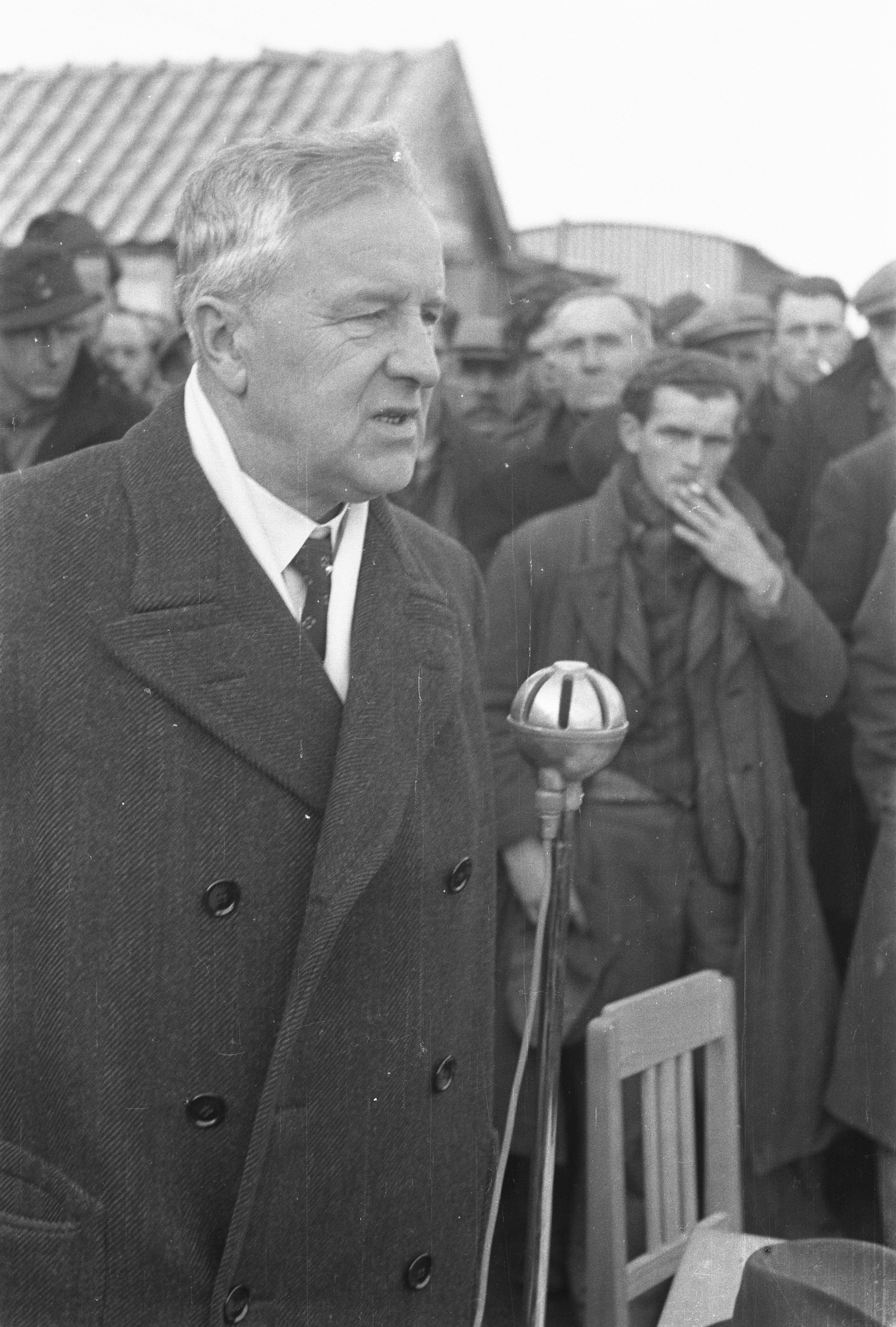
Willem Hupkes

Willem Hupkes (* 12. Mai 1880 in Arnheim; † 11. März 1965 in Amsterdam) war ein niederländischer Eisenbahndirektor und Widerstandskämpfer gegen den Nationalsozialismus.

## Leben

### Familie
Willem Hupkes war ein Sohn des Kaufmanns Johannes Hupkes und dessen Ehefrau Antonia Margaretha, geb. Hardeman. Am 29. Juni 1906 heiratete er Catharina Antoinette Francine de Haan. Diese Ehe, aus der zwei Töchter und ein Sohn hervorgingen, wurde am 17. Juli 1912 geschieden und am 5. August 1913 heiratete Hupkes Julie Marie Bauer, mit der er vier Söhne bekam. Nach dem Tod seiner zweiten Ehefrau im Jahr 1959 heiratete Hupkes am 17. Dezember 1960 ein drittes Mal. Mit seiner letzten Ehefrau, Eva Julia Wagner, hatte er keine Kinder.

### Vorkriegszeit
Nach seiner Schulzeit in Arnheim studierte Hupkes von 1898 bis 1904 Werkzeugbau am Polytechnikum in Delft. Im September 1904 trat er seine erste Stelle als assistierender Ingenieur bei der Hollandsche Spoorweg Maatschappij (HSM) an. Er arbeitete in dieser Position zunächst in Arnheim, später in Amersfoort, und war vor allem mit dem Bau und Ausbessern von Eisenbahnwagen beschäftigt. 1911 wurde er Ingenieur und arbeitete nun in der Zentrale der Gesellschaft in Amsterdam. Hier hatte er zunächst eine neue Schnellzugslokomotive zu entwerfen. Diese Lok wurde unter dem Namen „Serie 500“ bzw. „NS Serie 2100“ bekannt. Zwischen 1913 und 1920 wurden 35 Exemplare dieser Lokomotive gebaut.
1920 wurden die HSM und die Staatssporwegen (SS) miteinander zur Nederlandse Spoorwegen (NS) vereint. Professor I. Franco von der Staatssporwegen wurde nun Hupkes Vorgesetzter. Hupkes wandte sich nun vor allem den Problemen der Zusammenlegung zu. In dieser Zeit wurde die Eisenbahnlinie Amsterdam-Rotterdam elektrifiziert und für unrentable Lokallinien wurden neue Konzepte gesucht. Hupkes entwarf zu diesem Zweck verschiedene Triebwagen mit Benzin- und Dieselmotoren. 1928 übernahm er Francos Stelle. 1934 führte er stromlinienförmige Dieselfahrzeuge in den Niederlanden ein.
1938 bemühte Hupkes sich um eine Stelle in der Direktion der NS, doch wurde der Bewerber Professor J. Goudriaan, der zuvor bei Philips gearbeitet hatte, vorgezogen. Wenig später allerdings wurden Hupkes und sein Kollege van Rijckevorsel ebenfalls in die Leitung der NS aufgenommen. Die Elektrifizierung der Linien wurde nun weiter vorangetrieben; für die übrigen Strecken wurde Dieseltraktion eingeführt. Die Zusammenarbeit des Direktoriums verlief allerdings nicht immer harmonisch.

### Zweiter Weltkrieg
Am 10. Mai 1940 fielen die deutschen Truppen in den Niederlanden ein und besetzten diese. Goudriaan wurde im Oktober desselben Jahres verhaftet, so dass Hupkes dessen Aufgaben übernehmen musste und somit die Funktion des leitenden Direktors der NS erhielt. Hupkes erweckte den Anschein der Loyalität mit der Besatzungsmacht, um Schäden von der NS abzuwenden. Dies führte allerdings dazu, dass Züge der NS für Transporte ins Durchgangslager Westerbork verwendet wurden und Militärzüge ungehindert durch die Niederlande fahren konnten. Erst 1943 suchte Hupkes Kontakt mit dem organisierten Widerstand. Man plante einen Streik, um den Verkehr durch das Land stillzulegen. Am 17. September 1944 kam allerdings nicht aus der NS, sondern von der niederländischen Exilregierung unter Gerbrandy in London der Befehl, mit dem Streik wegen des Alliierten Vormarsches zur Unterstützung der Operation Market Garden zu beginnen.

### Nach dem Krieg
Vor allem von kommunistischer Seite und auch von van Goudriaan wurde nach der Befreiung Kritik an Hupkes laut. Doch im Juni 1945 folgte Hupkes Goudriaan offiziell als leitender Direktor der NS nach. Am 1. Januar 1947 ging er dann in den Ruhestand, fungierte aber weiterhin als Berater verschiedener Eisenbahnbetriebe.
1946 empfing er das Ehrendoktorat der Technischen Hochschule Delft. Nach Willem Hupkes ist die Dr.-Ing.-W.-Hupkes-Brücke über die Waal benannt.

## Werke
- Nieuwe sneltreinlocomotieven der H.IJ.S.M. In: De Ingenieur 31 ,1916, S. 213–226
- Benzine-motorrijtuigen der Nederlandsche Spoorwegen, in: De Ingenieur 40 ,1925, S. 25–40
- Werkplaatsbeheer bij de Nederlandsche Spoorwegen, in: De Ingenieur 46 ,1931, V, S. 115–124